# Krimska Autonomna Sovjetska Socijalistička Republika
Krimska Autonomna Sovjetska Socijalistička Republika ili kraće: Krimska ASSR (krimskotatarski:  (po unificiranoj turskoj abecedi: Qrьm Avonomjalь Sotsialist Sovet Respublikasь, ruski: Крымская Автономная Советская Социалистическая Республика) je bivša sovjetska republika.
Uspostavljena ja 18. listopada 1921., a raspuštena je 30. lipnja 1945. godine. 
Bila je dijelom RSFSR-a. Nalazila se na Krimu. 
Glavni grad joj je bio Simferopol. 
Službeni jezici su bili krimskotatarski jezik i ruski jezik.
Značajan udjel stanovništva su bili Krimski Tatari.
Godine 1944. im je bila oduzeta imovina i građanska prava i prisilno preseljeni u središnju Aziju. Ustavna prava su im bila vraćena 1967. godine. Ipak, nije im bio dopušten povratak sve do pred zadnje dane postojanja SSSR-a.
Godine 1945. Krimska ASSR je preustrojena u Krimsku oblast RSFSR-a, koja je bila prebačena u Ukrajinsku SSR 1954. godine.